# Zigositat
La zigositat (del grec zygotos i zygon: 'jou') és el grau de similitud dels al·lels per un tret genètic en un organisme. Segons el Termcat, és la condició dels zigots dels quals deriven uns individus determinats.

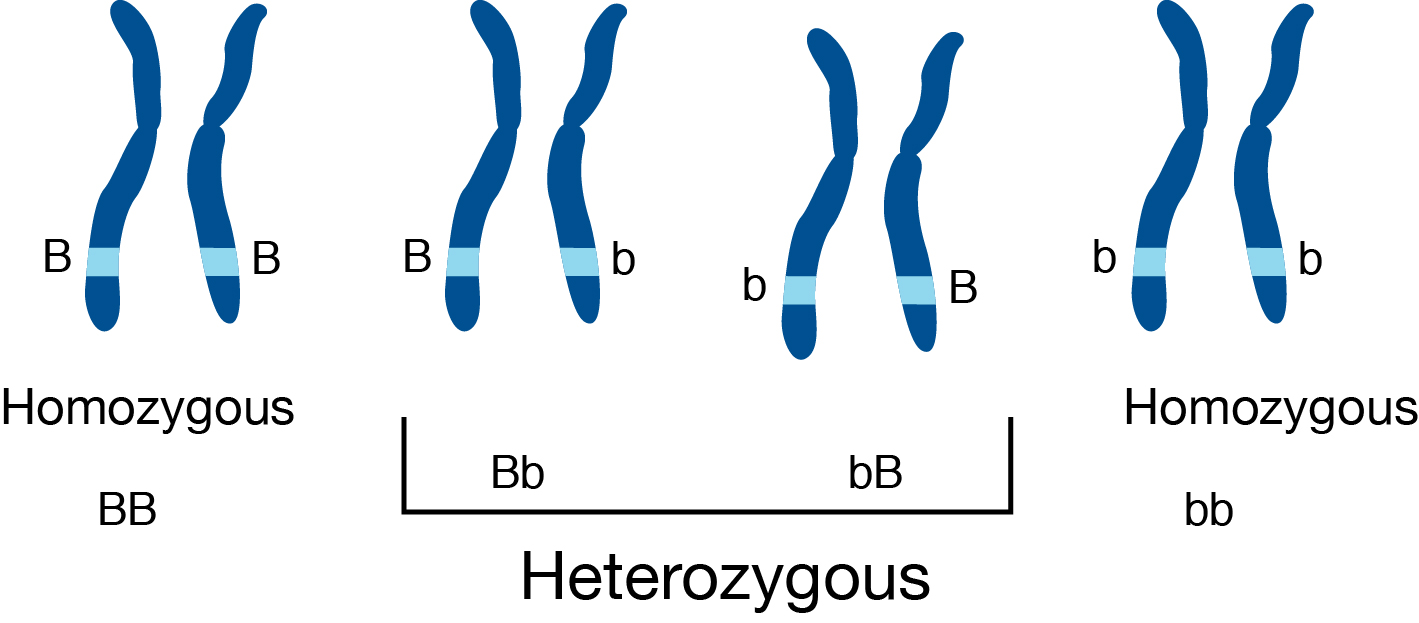
Locus en un cromosoma amb al·lels homozigots i heterozigots

La majoria dels eucariotes tenen dos conjunts de cromosomes iguals; és a dir, són diploides. Els organismes diploides tenen els mateixos loci en cadascun dels seus dos conjunts de cromosomes homòlegs, excepte que les seqüències en aquests loci poden diferir entre els dos cromosomes en un parell corresponent i que alguns cromosomes poden no coincidir com a part d'un sistema cromosòmic de determinació del sexe. Si els dos al·lels d'un organisme diploide són iguals, l'organisme és homozigot en aquest locus. Si són diferents, l'organisme és heterozigot en aquest lloc. Si falta un al·lel, és hemizigòtic i, si falten tots dos al·lels, és nul·lizigòtic.
La seqüència d'ADN d'un gen sovint varia d'un individu a un altre. Aquestes variacions es diuen al·lels. Mentre que alguns gens tenen un sol al·lel perquè hi ha poca variació, altres tenen un sol al·lel perquè la desviació d'aquest al·lel pot ser perjudicial o fatal. Però la majoria dels gens tenen dos o més al·lels. La freqüència de diferents al·lels varia al llarg de la població. Alguns gens poden tenir dos al·lels amb igual distribució. Per a altres gens, un al·lel pot manifestar-se sovint i un altre al·lel pot ser estrany. De vegades, un al·lel és una variació que causa una malaltia, mentre que l'altre al·lel és saludable. De vegades, les diferents variacions en els al·lels no fan cap diferència en absolut en la funció de l'organisme.
En els organismes diploides, un al·lel s'hereta del progenitor masculí i un altre del progenitor femení. La zigositat descripció si aquests dos al·lels tenen seqüències d'ADN idèntiques o diferents. En alguns casos, el terme 'zigositat' s'empra en el context d'un sol cromosoma.

## Els tipus
Les paraules homozigòtic, heterozigot i hemizigot s'utilitzen per descriure el genotip d'un organisme diploide en un sol locus en l'ADN. 'Homozigot'descriu un genotip que consisteix en dos al·lels idèntics en un locus donat, heterozigot  descriu un genotip que consisteix en dos al·lels diferents en un locus,'hemizigot' descriu un genotip que consisteix en una sola còpia d'un gen particular en un organisme d'altra banda diploide, i 'nul·lizigot' es refereix a un organisme d'altra banda diploide en què hi falten dues còpies de gen.

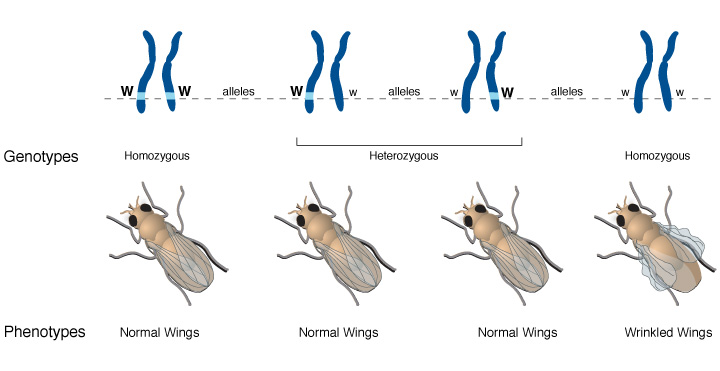
Exemple de zigositat en un gen que regula la ondulació de les ales de mosca.

### Homozigot
Es diu que una cèl·lula és homozigòtica per a un gen particular quan estan presents al·lels idèntics del gen en tots dos cromosomes homòlegs. La cèl·lula o l'organisme en qüestió es diu 'homozigot'. Els veritables organismes reproductors són sempre homozigots per als trets que s'han de mantenir constants.
Un individu que és homozigot dominant per a un tret particular porta dues còpies de l'al·lel que codifica el tret dominant. Aquest al·lel, sovint anomenat 'al·lel dominant', normalment es representa amb una lletra majúscula (com ara P per a l'al·lel dominant que produeix flors de color porpra en les plantes de veces). Quan un organisme és homozigot-dominant per a un tret particular, el genotip es representa duplicant el símbol d'aquest tret, com PP.
Un individu que és homozigot recessiu per a un tret particular porta dues còpies de l'al·lel que codifica ell tret recessiu. Aquest al·lel, sovint anomenat 'al·lel recessiu', sol estar representat per la forma minúscula de la lletra utilitzada per al tret dominant corresponent (com, amb referència a l'exemple anterior, p per a l'al·lel recessiu que produeix flors blanques en pesoleres). El genotip d'un organisme que és homozigot-recessiu per a un tret particular es representa duplicant la lletra apropiada, com pp.

### Heterozigot
Un organisme diploide és heterozigot en un locus genètic quan les seves cèl·lules contenen dos al·lels diferents (un al·lel de tipus salvatge i un al·lel mutant) d'un gen. La cèl·lula o l'organisme s'anomena heterozigot específicament per a l'al·lel en qüestió i, per tant, l'heterozigositat es refereix a un genotip específic. Els genotips heterozigots estan representats per una lletra majúscula (que representa l'al·lel dominant / de tipus salvatge) i una lletra minúscula (que representa l'al·lel recessiu / mutant), com Rr o Ss. Alternativament, se suposa que un heterozigot per al gen R és Rr. La lletra majúscula generalment s'escriu primer.
Si el tret en qüestió està determinat per un domini simple (complet), un heterozigot expressarà només el tret codificat per l'al·lel dominant, i el tret codificat per l'al·lel recessiu no estarà present. En esquemes de dominació més complexos, els resultats d'heterozigositat poden ser més diferents i no tant previsibles. Un genotip heterozigot pot tenir una aptitud relativa més alta que el genotip homozigot dominant o homozigot recessiu, la qual cosa s'anomena un avantatge heterozigòtic.

### Hemizigòtic
En un organisme diploide un cromosoma és hemizigòtic quan només està present una còpia del gen. La cèl·lula o organisme es diu 'hemizigot'. L'hemizigosi també s'observa quan s'elimina una còpia d'un gen o en el sexe heterogamètic, quan un gen es troba en un cromosoma sexual. L'hemizigosi cal no confondre-la amb l'haploinsuficiència, que descriu un mecanisme per produir un fenotip. Per als organismes en què el mascle és heterogamètic, com els humans, gairebé tots els gens lligats a l'X són hemizigots en els mascles amb cromosomes normals, perquè tenen solament un cromosoma X i pocs dels mateixos gens estan en el cromosoma Y. Els ratolins transgènics generats a través de microinjecció d'ADN exogen d'un pronucli d'embrió també es consideren hemizigots, perquè s'espera que l'al·lel introduït s'incorpori en una sola còpia de qualsevol locus. Un individu transgènic pot ser criat posteriorment a homozigositat i mantenir-se com una línia pura per reduir la necessitat de confirmar el genotip de cada individu.
En cèl·lules de mamífers cultivades, com la línia cel·lular d'ovari d'hàmster xinès, diversos loci gènics són presents en un estat hemizigòtic funcional, a causa de mutacions o delecions en els altres al·lels.
En els insectes himenòpters la determinació del sexe es dona per haplodiploidia, en què les femelles provenen d'ous fecundats i són diploides, mentre els mascles són haploides perquè provenen d'ous no fecundats.

### Nul·lizigot
Un organisme nul·lizigòtic porta dos al·lels mutants per al mateix gen. Els al·lels mutants són tant la pèrdua de funció completa com els al·lels nuls, de manera que homozigots nuls i nul·lizigots són sinònims. La cèl·lula o organisme mutant es diu nul·lizigot.

## Autozigot i al·lozigot
La zigositat també pot referir-se als orígens dels al·lels en un genotip. Quan els dos al·lels en un locus s'originen a partir d'un ancestre comú per mitjà d'aparellament no aleatori (endogàmia), es diu que el genotip és autozigot. Això també es coneix com a «idèntic per descendència», o IBD. Quan els dos al·lels provenen de diferents fonts (almenys en la mesura que es pot rastrejar el descens), el genotip es diu al·lozigot. Això es coneix com a «idèntic per estat», o IBS.
A causa que els al·lels dels genotips autozigots provenen de la mateixa font, sempre són homozigots, però els genotips al·lozigots també poden ser homozigots. Els genotips heterozigots són sovint, però no necessàriament, «alozygous» perquè diferents al·lels poden haver sorgit per mutació algun temps després d'un origen comú. Els genotips hemizigots i nul·lizigots no contenen suficients al·lels per permetre la comparació de les fonts, de manera que aquesta classificació és irrellevant per a ells.

## Bessons monozigòtics i dizigòtics
Com s'ha esmentat anteriorment, la zigositat es pot usar en el context d'un locus gènic específic (Exemple:). A més, la paraula 'zigositat' també es pot usar per descriure la similitud genètica o la dissimilitud dels bessons. Els bessons idèntics són monozigòtics, cosa que significa que es desenvolupen a partir d'un zigot que es divideix i forma dos embrions. Els bessons fraterns són dizigòtics perquè es desenvolupen a partir de dos òvuls separats que són fertilitzats per dos espermatozoides separats.

## L'heterozigositat en la genètica de poblacions

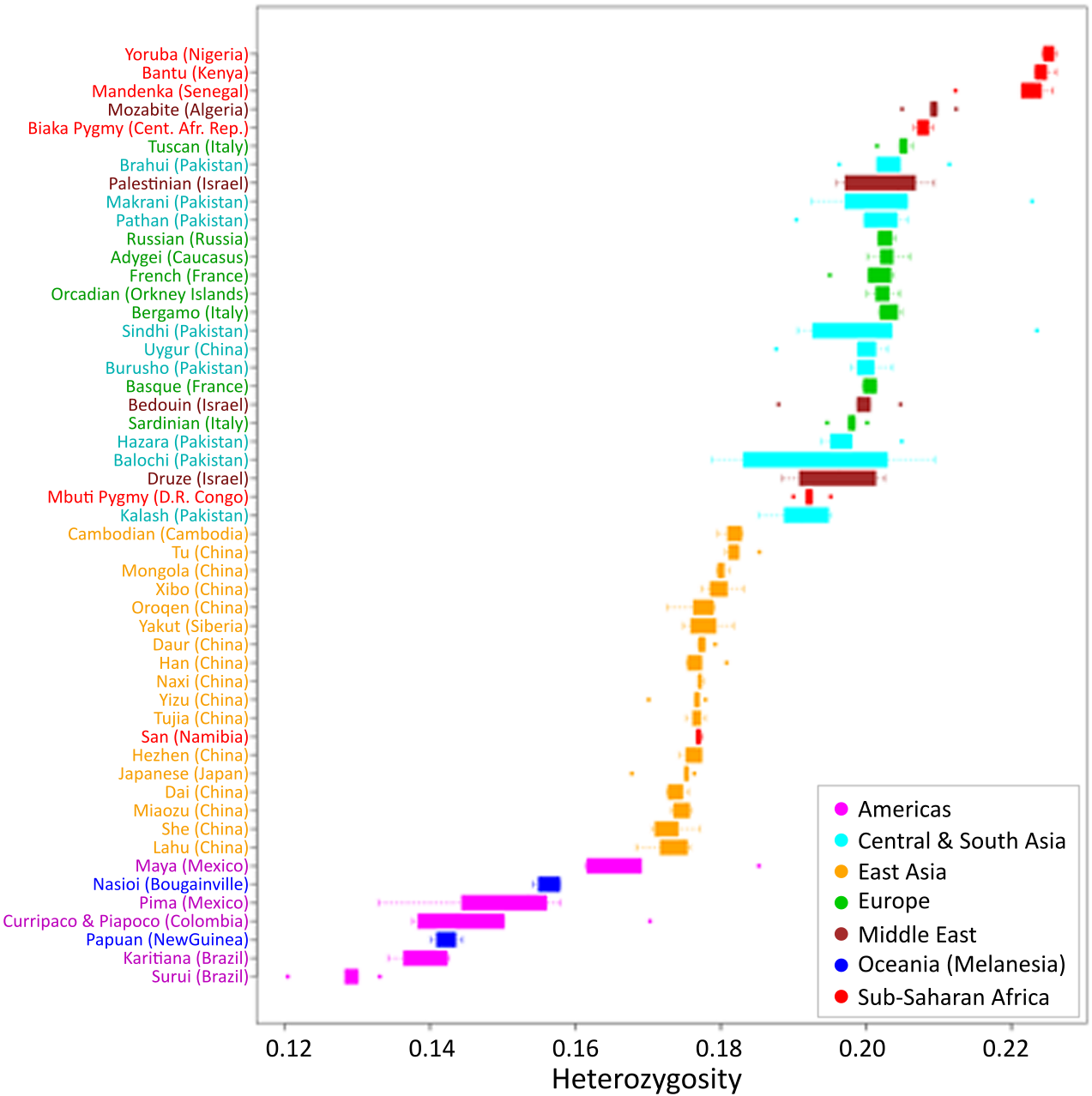
Valors d'heterocigositat de 51 poblacions humanes en tot el món. Els africans subsaharians tenen els valors més alts del món.

En la genètica de poblacions, el concepte d'heterozigositat sol estendre's per referir-se a la població en el seu conjunt, és a dir, la fracció d'individus en una població que són heterozigots per un lloc en particular. També pot referir-se a la fracció de loci dins d'un individu que són heterozigots.
Típicament, allò observat ({\displaystyle H_{o}}) i esperat ({\displaystyle H_{e}}) es comparen les heterozigositats, definides de la següent manera per a individus diploides en una població:
Observat
{\displaystyle H_{o}={\frac {\sum \limits _{i=1}^{n}{(1\ {\textrm {si}}\ a_{i1}\neq a_{i2})}}{n}}}
on {\displaystyle n} és el nombre d'individus en la població, i {\displaystyle a_{i1},a_{i2}} són els al·lels de l'individu {\displaystyle i} en el lloc de destí.
Esperat
{\displaystyle H_{e}=1-\sum \limits _{i=1}^{m}{(f_{i})^{2}}}
on {\displaystyle m} és el nombre d'al·lels en el locus objectiu, i {\displaystyle f_{i}}és la freqüència al·lèlica de l'al·lel {\displaystyle i^{th}} en el locus objectiu.